# Owen (Wisconsin)
Owen es una ciudad ubicada en el condado de Clark en el estado estadounidense de Wisconsin. En el Censo de 2010 tenía una población de 940 habitantes y una densidad poblacional de 196,61 personas por km².

## Geografía
Owen se encuentra ubicada en las coordenadas 44°57′0″N 90°34′15″O / 44.95000, -90.57083. Según la Oficina del Censo de los Estados Unidos, Owen tiene una superficie total de 4.78 km², de la cual 4.59 km² corresponden a tierra firme y (4.01%) 0.19 km² es agua.

## Demografía
Según el censo de 2010, había 940 personas residiendo en Owen. La densidad de población era de 196,61 hab./km². De los 940 habitantes, Owen estaba compuesto por el 96.7% blancos, el 0.53% eran afroamericanos, el 0.11% eran amerindios, el 0.11% eran asiáticos, el 0% eran isleños del Pacífico, el 2.02% eran de otras razas y el 0.53% pertenecían a dos o más razas. Del total de la población el 3.83% eran hispanos o latinos de cualquier raza.